# غیر بنزودیازپینی

ساختار شیمیایی داروی زولپیدم که نمونه ای از یک داروی غیر بنزودیازپینی است.

داروهای غیر بنزودیازپینی، دسته ای از داروهای سایکو اکتیو هستند که طبیعتی بسیار شبیه به بنزودیازپین‌ها دارند. از این داروها در درمان مشکلات خواب استفاده می‌شود. گاهی در محاوره از آنها با نام داروهای زد یاد می‌شود، چرا که عنوان بسیاری از آنها با حرف «زد» آغاز می‌شوند.
از لحاظ فارماکودینامیکی، داروهای غیر بنزودیازپینی تقریباً به‌طور کامل مشابه داروهای بنزودیازپینی هستند و از این رو مزایای مشابه و در عین حال عوارض جانبی و خطرات مشابه با بنزودیازپینی‌ها را از خود نشان می‌دهند. با این حال، غیر بنزودیازپینی‌ها دارای ساختارهای شیمیایی متفاوتی هستند و بنابراین از نظر مولکولی با بنزودیازپینی‌ها ارتباطی ندارند.